# 桐淵勘蔵
桐淵 勘蔵（きりぶち かんぞう、1885年11月21日 - 1973年6月30日）は、日本の経営工学者。
群馬県藤岡市出身。1914年東京高等工業学校機械科卒業後、同助教授、教授を務める。文部省から工業経営教育の視察のため欧米に派遣され、その後、長岡高等工業学校教授、今宮職工学校（大阪府立今宮工科高等学校）校長、中島飛行機株式会社青年学校、千葉工業大学教授、武蔵工業大学教授、亜細亜大学教授を務めた。1964-1966年日本経営工学会会長。

## 著書
- 『金属の鎔接及裁断法』大日本工業学会 1918
- 『機械学 応用力学』法制時報社 1922
- 『機械建築並に電気青写真の作方及製図便覧』中央工学会 1925
- 『酸素アセチレン鎔接及截断法 附・電気並テルミツト鎔接法』大日本工業学会 1925
- 『工業管理学』吉田工務所出版部 1932
- 『工場管理要項 附・工業概論』吉田工務所出版部 1934
- 『科学技術工業大意』啓業社 1942
- 『酸素アセチレン熔接及電気熔接』中村書店 1949
- 『工場経営の実際 自己診断のガイド』岩崎書店 税と会計の実務相談 1951

### 共編著
- 『メートル換算早見表』七條實信,古澤萬氣象共編 大日本工業学会 1923
- 『機械工場実習講座 乙篇 第16巻 機械工場管理要項』常国甲太郎共著　太陽閣 1936
- 『経営能率図説』並木高矣、上田武人、伊藤正吉共編 岩崎書店 1953
- 『酸素アセチレン溶接士 合格の早みち』小倉馨共著 中村書店 1957
- 『工業経営総論』編 日刊工業新聞社 1959
- 『工業経営概論』編 日刊工業新聞社 1967

### 翻訳
- 『機械設計々算の基礎』訳 川崎造船所 1921
- 『製図室の組織と実際』訳 川崎造船所 1922